# ای پی تی وی

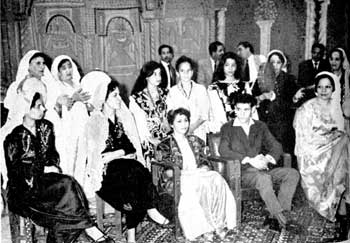
پرسنل شبکه تلوزیونی ای پی تی وی

ای پی تی وی (عربی: المؤسّسة العمومية للتلفزيون) با نام کامل مؤسسه تلویزیون عمومی، یک شرکت دولتی است که فعالیت تلویزیون را در الجزیره، از تولید تا پخش را اداره می‌کند.